# Arcadio di Mauritania
Arcadio di Mauritania, noto anche come Arcadio di Cesarea di Mauritania (... – Cesarea di Mauritania, 302), è stato un martire cristiano, lodato da Zeno di Verona e venerato dalla Chiesa cattolica come santo.

## Agiografia
Arcadio subì il martirio a Cesarea di Mauritania (Cherchell, nell'odierna Algeria), secondo la testimonianza resa da un sermone di san Zeno, vescovo di Verona, che era originario della Mauretania e aveva una grande devozione per Arcadio: "De natali S. Arcadii, qui habet natale pridie idus ianuarii in civitate Cesareae Mauritaniae".
Arcadio morì nel 302, nel corso dell'ultima persecuzione di Diocleziano: perquisizioni e razzie si mescolavano alle esecuzioni dei cristiani, perciò Arcadio, cittadino piuttosto in vista, fuggì da Cesarea. Ma i soldati arrestarono un suo parente per servirsene come ostaggio e costringerlo a tornare. Arcadio si presentò al giudice che gli ingiunse di sacrificare agli dei, ma Arcadio rifiutò e fu condannato a morire tra atroci tormenti.

## Culto
La sua memoria cade il 12 gennaio nei martirologi latini:
(Martirologio Romano)